# PepsiCo
PepsiCo, Inc. er et amerikansk multinationalt selskab som producerer fødevarer, snacks og drikkevarer, med hovedsæde i landsbyen Purchase i Harrison. PepsiCos forretning omfatter alle aspekter af mad- og drikkevaremarkedet. PepsiCo blev dannet i 1965 ved fusion af Pepsi-Cola Company og Frito-Lay, Inc. PepsiCo har siden udvidet fra Pepsi Cola som selskabet er opkaldt efter til et stort diversificeret udvalg af fødevare- og drikkevaremærker. De største og seneste opkøb var Tropicana Products i 1998 og Quaker Oats Company i 2001, hvilket tilføjede Gatorade-varemærket til Pepsi-porteføljen.
Per januar 2021 besidder virksomheden 23 mærker, der har over 1 milliard dollar i årligt salg. Pepsico har aktiviteter over hele verden, og dets produkter blev distribueret i mere end 200 lande, hvilket resulterede i en årlig nettoomsætning på over 70 milliarder dollar. Baseret på nettoomsætning, fortjeneste og markedsværdi er PepsiCo er den næststørste fødevare- og drikkevarevirksomhed i verden, efter Nestlé. PepsiCos flagskibsprodukt Pepsi Cola har i generationer været involveret i en rivalisering med Coca-Cola. På trods af at Coca-Cola har større salg end Pepsi Cola i USA, er PepsiCo på det nordamerikanske marked den største fødevare- og drikkevarevirksomhed målt på nettoomsætning. Ramon Laguarta har været administrerende direktør i PepsiCo siden 2018. Virksomhedens distribution og aftapning af drikkevarer udføres af PepsiCo samt af licenserede aftappere i visse regioner.
Pepsi er gentagne gange blevet kritiseret af miljøforkæmpere for negative miljøpåvirkninger fra landbruget i sin forsyningskæde og operationer såsom palmeolie-relateret skovrydning og brug af pesticider, brugen af vandresurser og de negative virkninger af emballage. Pepsis emballage har konsekvent været en af de største kilder til global plastforurening. Tilsvarende har folkesundhedsforkæmpere kritiseret Pepsi, sammen med andre populære snack- og drikkeproducenter, for dets produktlinjer med højt kalorieindhold og dårlig ernæringsværdi. Som svar har PepsiCo fremsat offentlige kommentarer om deres engagement for at minimere deres påvirkning, men har ikke offentliggjort oplysninger, der dokumenterer fremskridt på hovedparten af områderne.

## Produkter og mærker
| PepsiCos største varemærker baseret på detailomsætning i 2009 | PepsiCos største varemærker baseret på detailomsætning i 2009 | PepsiCos største varemærker baseret på detailomsætning i 2009 | PepsiCos største varemærker baseret på detailomsætning i 2009 | PepsiCos største varemærker baseret på detailomsætning i 2009 |
| ------------------------------------------------------------- | ------------------------------------------------------------- | ------------------------------------------------------------- | ------------------------------------------------------------- | ------------------------------------------------------------- |
| Mærke                                                         |                                                               |                                                               |                                                               |                                                               |
| Pepsi                                                         |                                                               |                                                               |                                                               |                                                               |
| Mountain Dew                                                  |                                                               |                                                               |                                                               |                                                               |
| Lay's potato chips                                            |                                                               |                                                               |                                                               |                                                               |
| Gatorade                                                      |                                                               |                                                               |                                                               |                                                               |
| Diet Pepsi                                                    |                                                               |                                                               |                                                               |                                                               |
| Tropicana beverages                                           |                                                               |                                                               |                                                               |                                                               |
| 7 Up (undenfor U.S.)                                          |                                                               |                                                               |                                                               |                                                               |
| Doritos tortilla chips                                        |                                                               |                                                               |                                                               |                                                               |
| Lipton te (PepsiCo/Unilever partnerskab)                      |                                                               |                                                               |                                                               |                                                               |
| Quaker foods and snacks                                       |                                                               |                                                               |                                                               |                                                               |
| Cheetos                                                       |                                                               |                                                               |                                                               |                                                               |
| Mirinda                                                       |                                                               |                                                               |                                                               |                                                               |
| Ruffles chips                                                 |                                                               |                                                               |                                                               |                                                               |
| Aquafina mineralvand                                          |                                                               |                                                               |                                                               |                                                               |
| Pepsi Max                                                     |                                                               |                                                               |                                                               |                                                               |
| Tostitos tortilla chips                                       |                                                               |                                                               |                                                               |                                                               |
| Sierra Mist                                                   |                                                               |                                                               |                                                               |                                                               |
| Fritos corn chips                                             |                                                               |                                                               |                                                               |                                                               |
| Walkers potato crisps                                         |                                                               |                                                               |                                                               |                                                               |
| Kilde: PepsiCos årsrappert 2009                               |                                                               |                                                               |                                                               |                                                               |

PepsiCos produkter bestod i 2015 (baseret på verdensomspænende nettofortjenste) af 53 procent fødevarer og 47 procent drikkevarer. På verdensplan omfatter selskabets produktlinjer flere hundrede varemærker som i 2009 var anslået til at have et samlet årlig detailsalg på omkring 108 milliarder dollar.
Den primære identifikator for et hovedmærke i fødevare- og drikkevareindustrien er årligt salg over 1 milliard dollar. I 2015 opfyldtee 22 PepsiCo-mærker dette kriterium, herunder: Pepsi, Diet Pepsi, Mountain Dew, Lay's, Gatorade, Tropicana, 7 Up, Doritos, Brisk, Quaker Foods, Cheetos, Mirinda, Ruffles, Aquafina, Naked, Kevita, Propel, Sobe, H2oh, Sabra, Starbucks (ready to Drink Beverages), Pepsi Max, Tostitos, Sierra Mist, Fritos, Walkers og Bubly.